# Cinkov križ
Cinkov križ je 185 m globoko večstopenjsko brezno, ki se nahaja v bližini Podstenic na Kočevskem rogu. Zanj je značilno 103 m globoko vhodno brezno, ki se po dveh zožitvah nadaljuje s končno 60 metrsko vertikalo. Brezno se zaključi v manjših prostorih, ki so zaliti z ilovico.